# Dokumentärfotografi

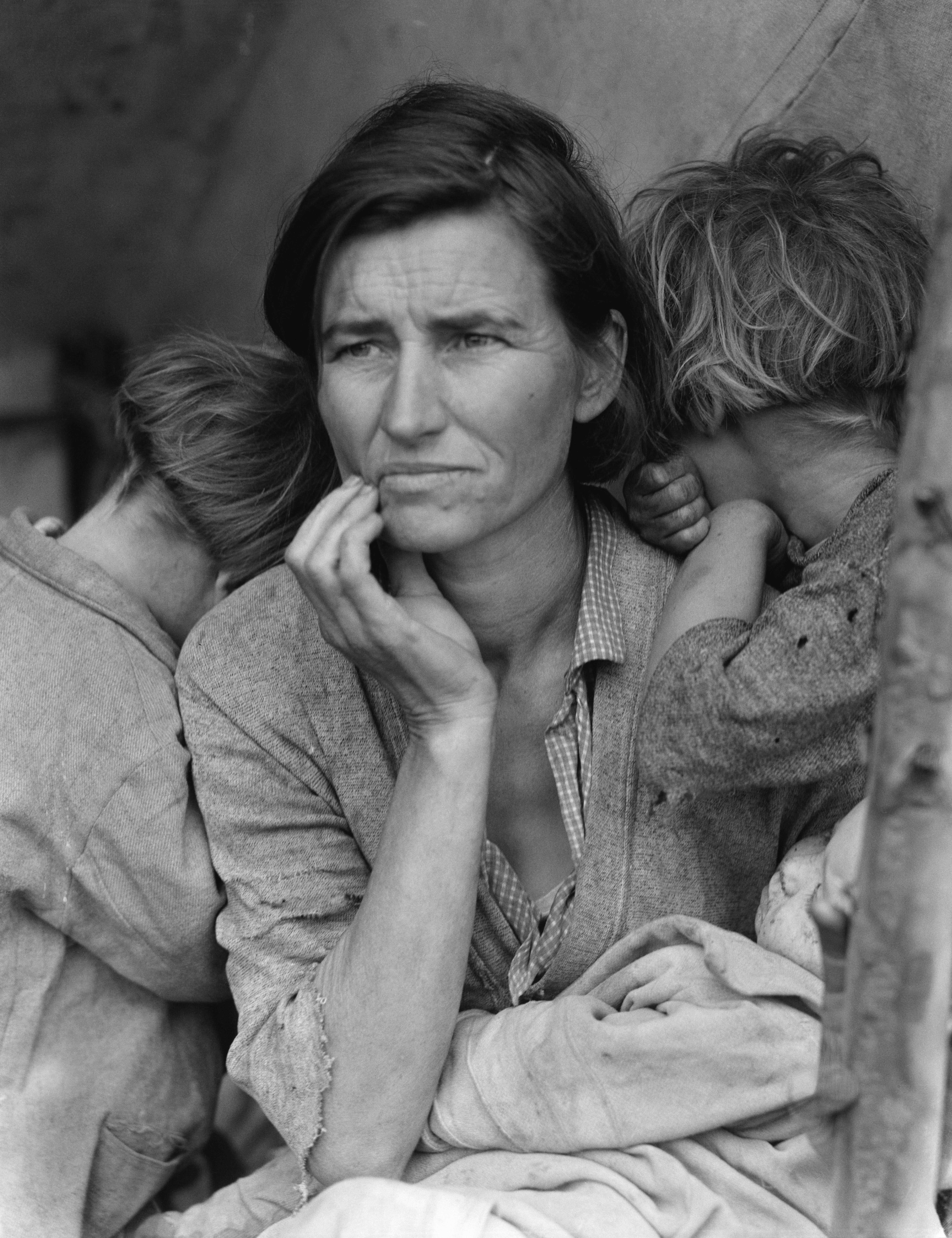
Migrant Mother, Florence Owens Thompson i Kalifornien 1936, av Dorothea Lange

Dokumentärfotografi avser ett slags bildjournalistik, där fotografen försöker skapa en rimligt sanningsenlig och objektiv bild av ett särskilt motiv, som ofta är en människa eller flera. Bilderna återspeglar oftast ett av fotografen utvalt perspektiv av motivet.
Uttrycket dokumentär fotografi tillskrivs i allmänhet den amerikanske historikern Beaumont Newhall som i mars 1938 i tidskriften Parnassus publicerade en artikel med titeln "Documentary approach to photography"..

## Bildgalleri

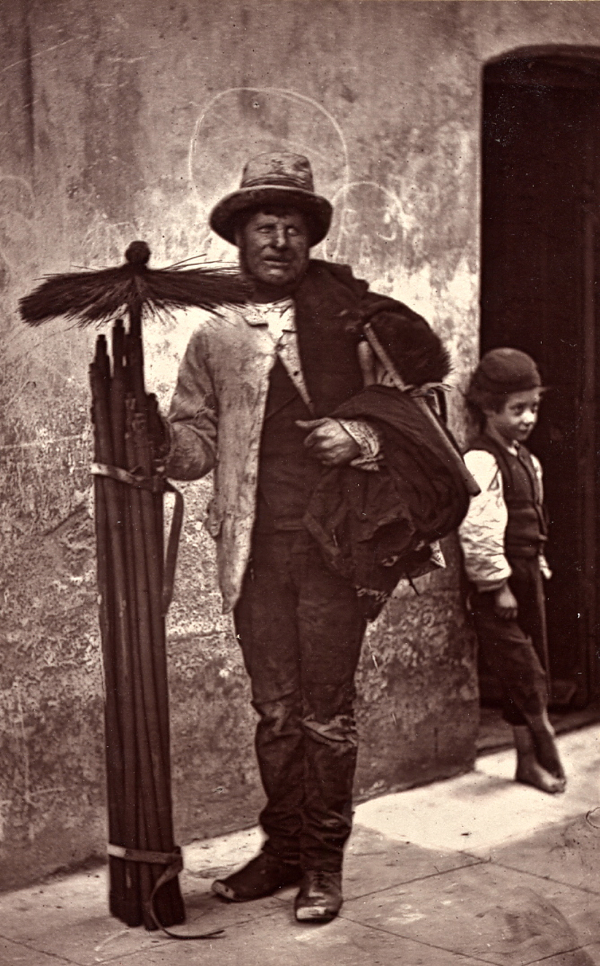
Sotaren John Day, London, av John Thomson omkring 1873
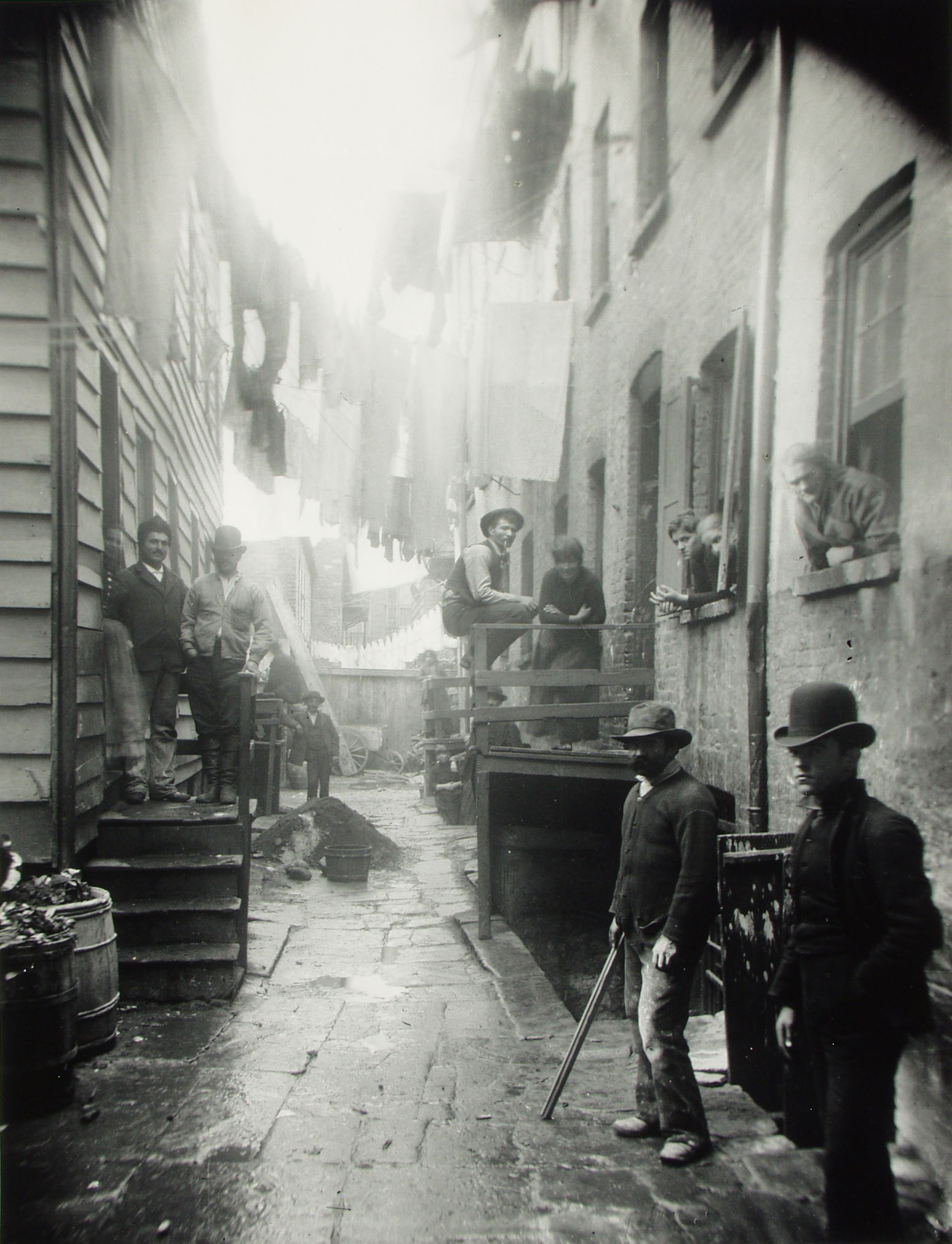
Bandit's Roost av Jacob Riis omkring 1890
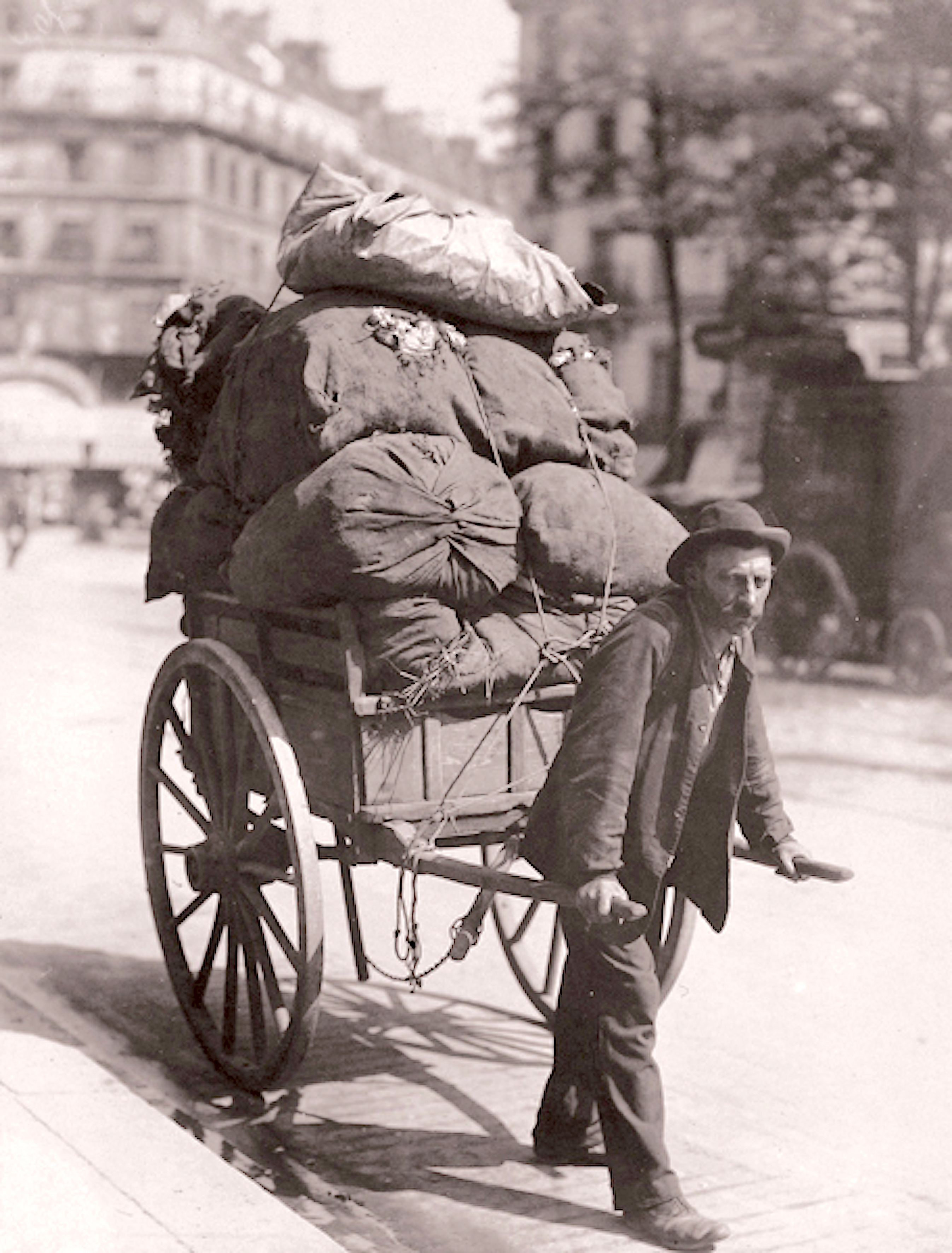
Lumpsamlare på avenue des Gobelins i Paris 1899 av Eugène Atget
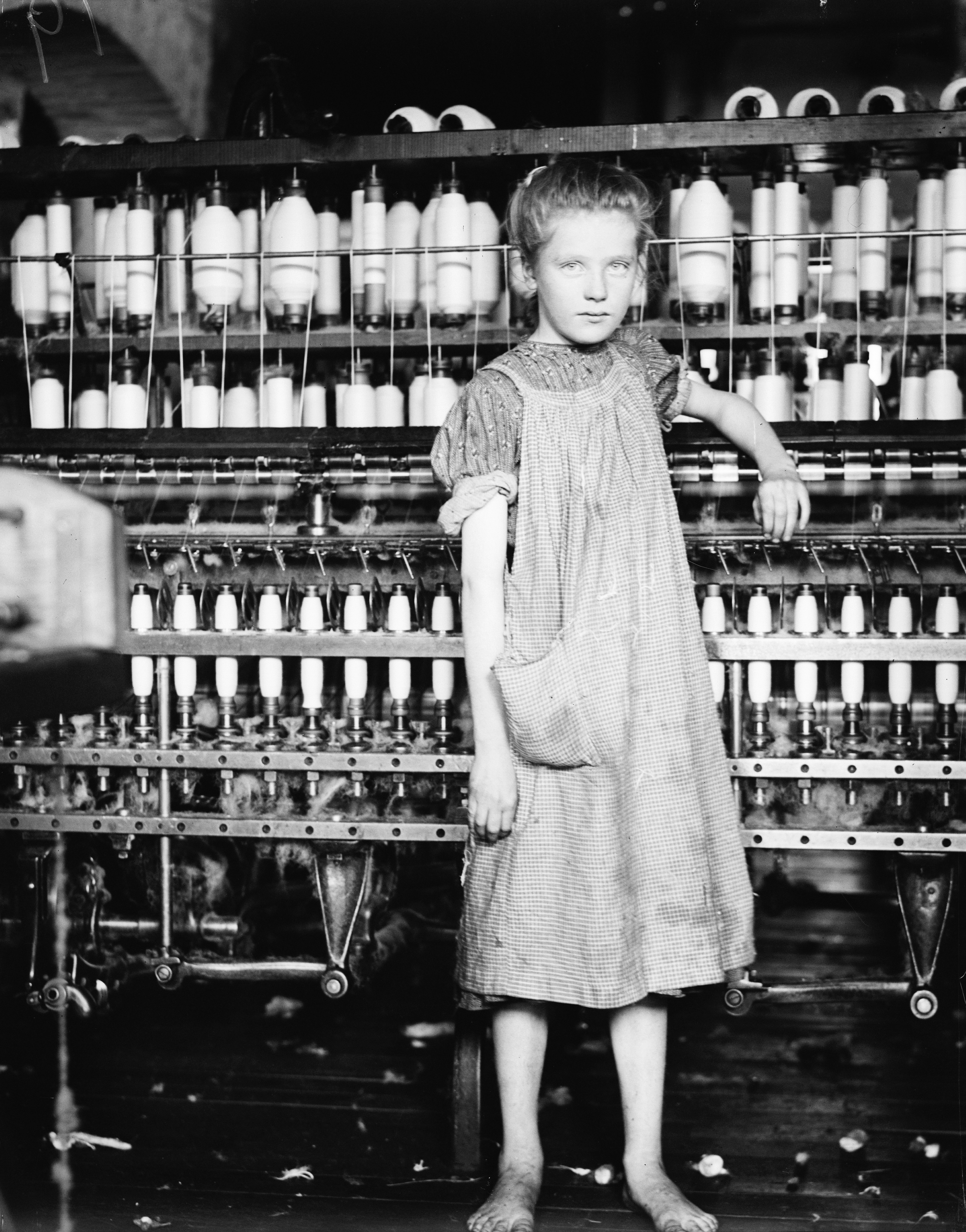
Den tolvåriga spinnerskan Addie Card, Vermont, USA, 1910 av Lewis Hine
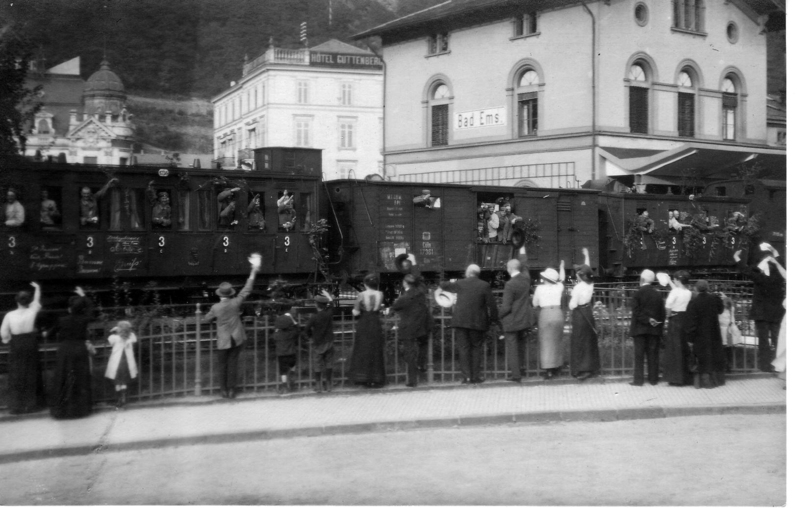
Tåg med soldater, Ems 1914 av Julius Goebel
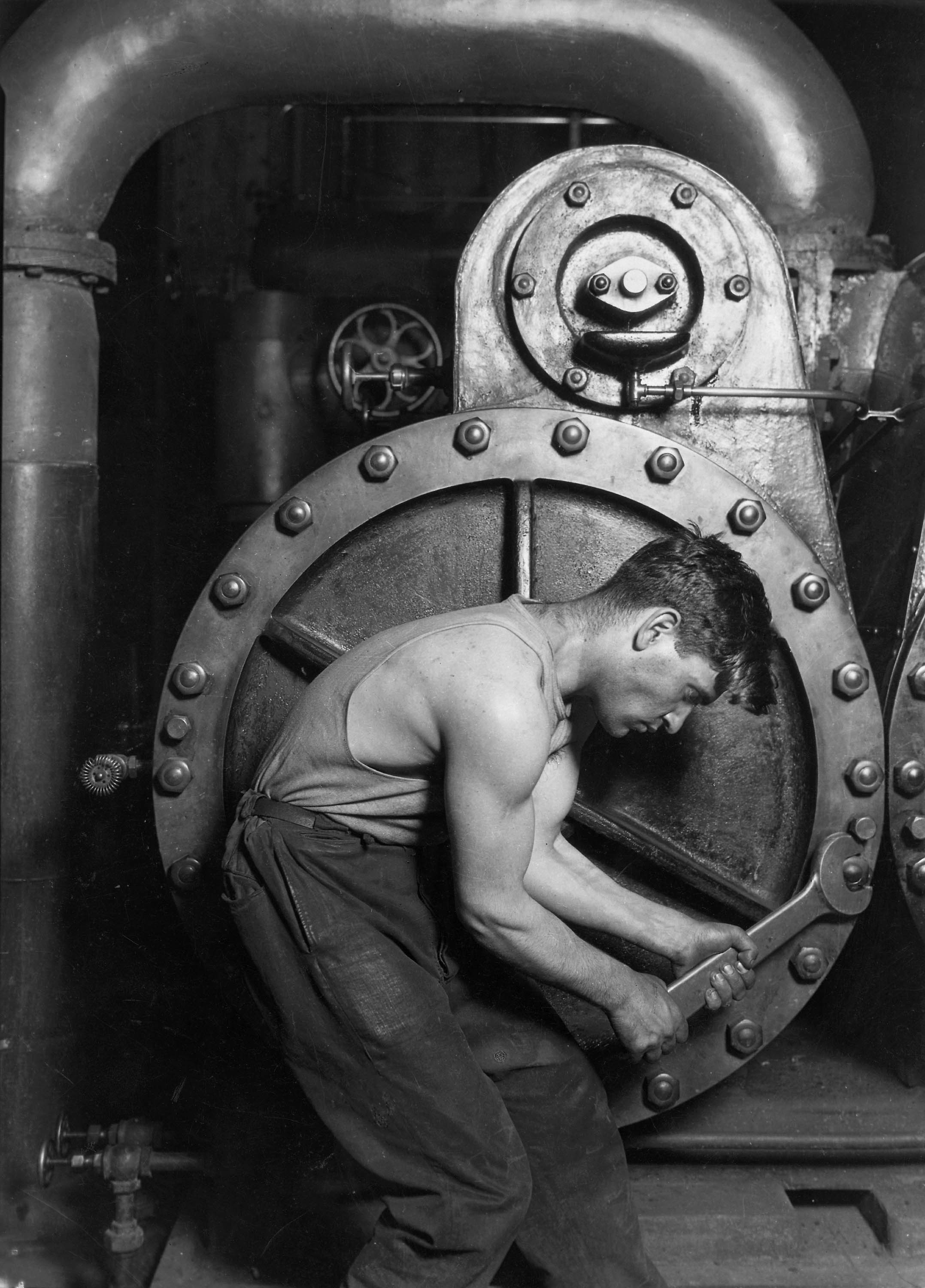
Power house mechanic working on steam pump av Lewis Hine 1920
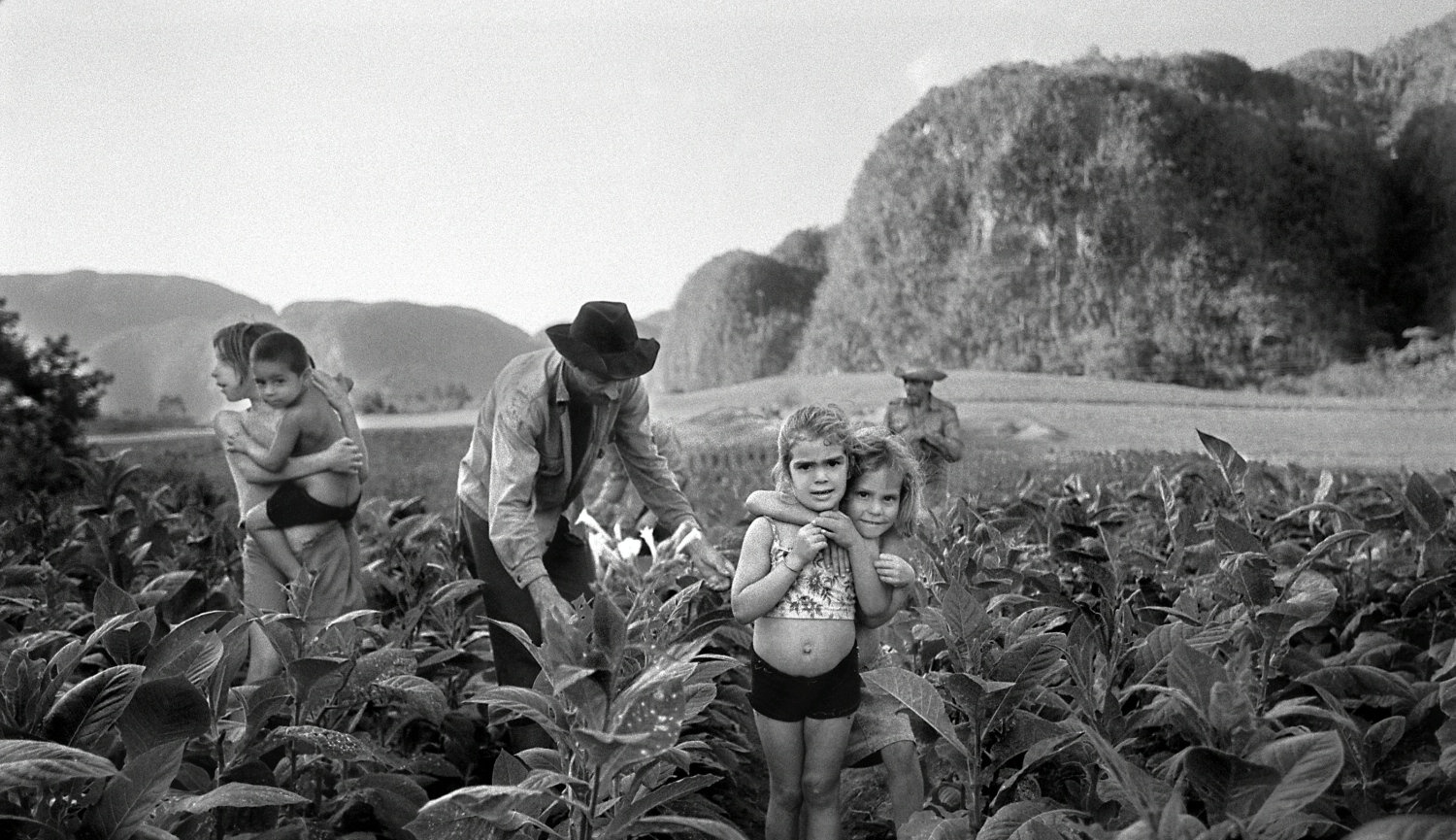
Manuel Rivera-Ortiz, Tobacco Harvesting, Valle de Viñales, Kuba 2002
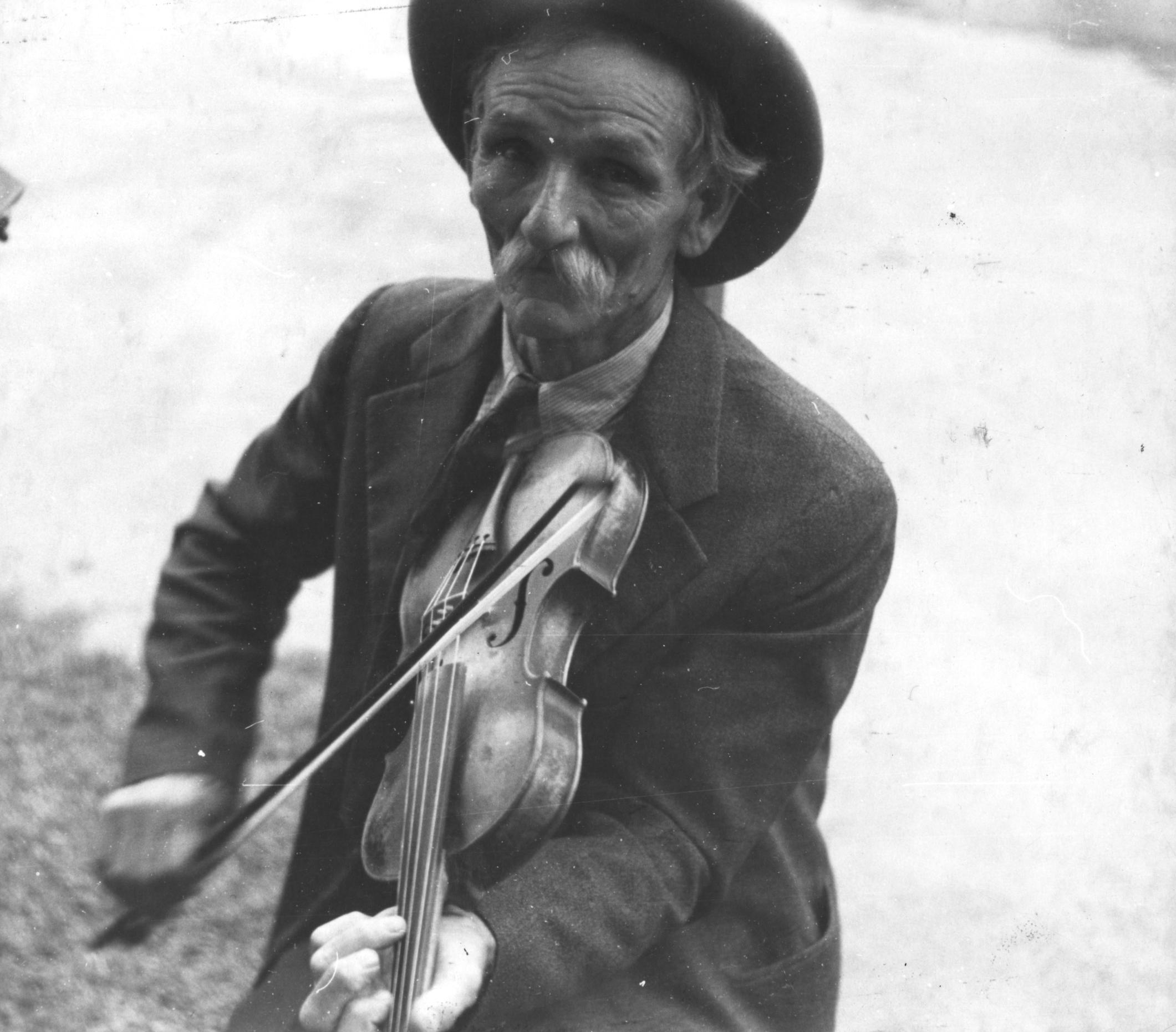
Fiolspelaren Bill Henseley 1937 av Ben Shahn
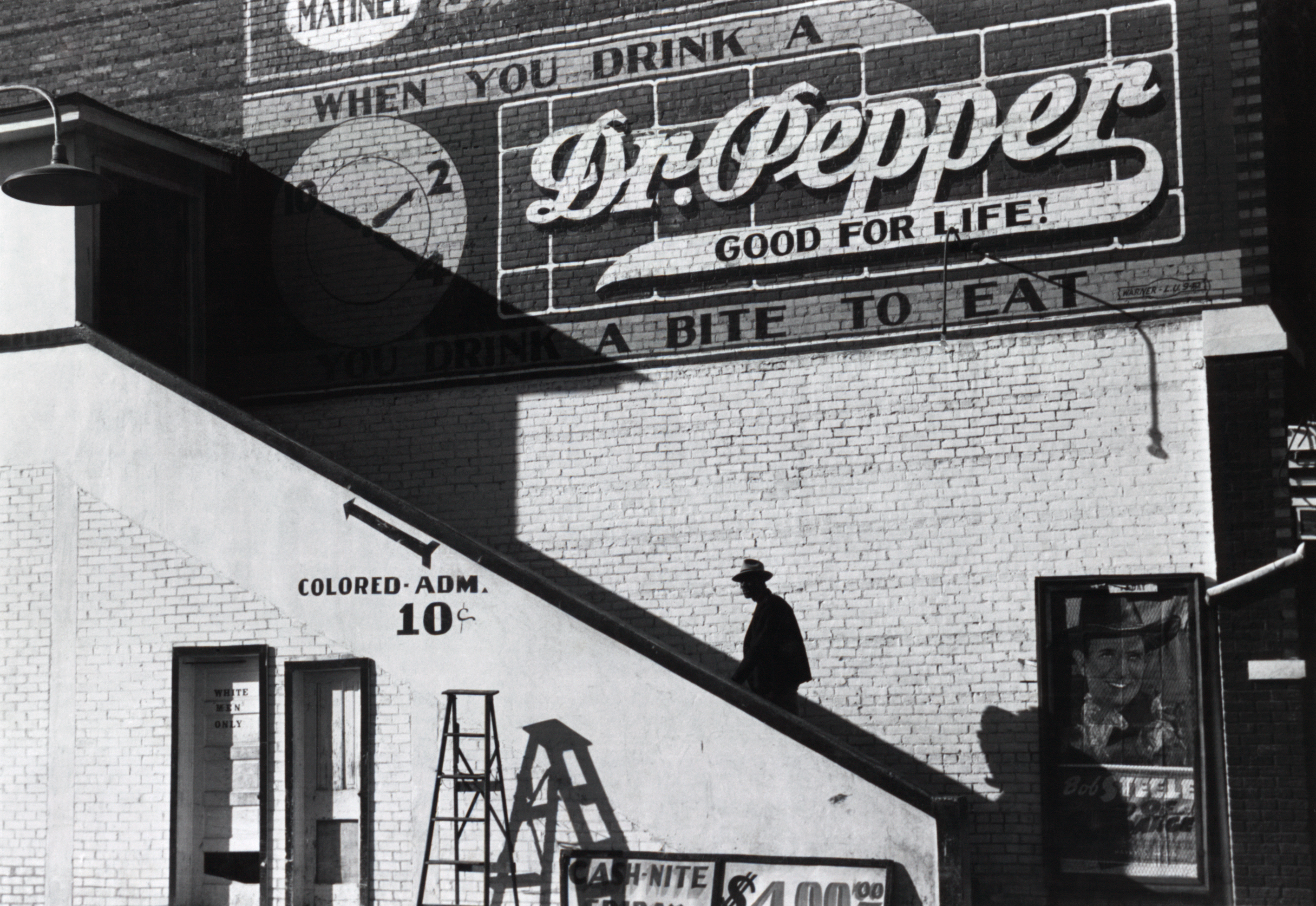
Segregerad biografentré på Crescent Theatre i Belzoni, Mississippi, troligen i oktober 1939, av Marion Post Wolcott